# Earl Leggett
Earl Franklin Leggett (Palatka, 5 marzo 1933 – Raymond, 15 maggio 2008) è stato un giocatore di football americano e allenatore di football americano statunitense nella National Football League (NFL).

## Carriera
Leggett fu scelto nel corso del primo giro (13º assoluto) del Draft NFL 1957 dai Chicago Bears rimanendovi per undici stagioni (1957–1968). Giocò come defensive tackle e come defensive en, facendo parte della celebre difesa nota come "Monsters of the Midway" che guidò i Bears alla vittoria del campionato NFL del 1963. Fu scambiato con i Los Angeles Rams nel 1966, dove giocò dieci partite nella difesa chiamata "Fearsome Foursome". Nelle ultime due annate in carriera fece parte dei neonati New Orleans Saints, disputando 20 partite.
Come allenatore Leggett lavorò sempre nella linea difensiva, contribuendo alle carriere di Howie Long con i Los Angeles Raiders e di Michael Strahan con i New York Giants. Fu egli stesso a introdurre Long nella Pro Football Hall of Fame nel 2000.

## Palmarès

### Giocatore
- Campionati NFL : 1

Chicago Bears: 1963

### Allenatore
- Super Bowl : 2

Oakland Raiders: XV
Los Angeles Raiders: XVIII
- American Football Conference Championship: 2

Oakland Raiders: 1980
Los Angeles Raiders: 1983